# Envers et contre tous (Torchwood)
Pour l’article homonyme, voir Envers et contre tous (homonymie).
Envers et Contre tous (Adrift) est le onzième épisode de la deuxième saison de la série britannique Torchwood.

## Accroche
Alors qu'elle aide son ex-collègue Andy à enquêter sur une disparition, Gwen découvre une cinquantaine de disparitions liées à la faille. Mais son implication dans cette affaire la désolidarise de Jack.

### Résumé
Andy, l'ex-collègue policier de Gwen, lui demande son aide pour une affaire. Il y a sept mois, un jeune, Jonah, traversait le barrage de la baie de Cardiff lorsqu'il a disparu soudainement. Aidant Gwen, Tosh découvre que sa disparition a eu lieu pendant un « pic négatif » de l'activité de la brèche, ce qui signifierait que des gens peuvent aussi traverser la brèche depuis Cardiff. Gwen découvre que de nombreuses personnes dans Cardiff ont disparu dans des conditions similaires. Informant Jack, celui-ci lui répond qu'on ne peut rien faire contre ces disparitions et demande à Gwen d'arrêter son enquête, ce qu'elle refuse de faire. 
Cette histoire tourne peu à peu à l'obsession pour Gwen, ce qui déstabilise Rhys. De retour au Quartier Général, Gwen interrompt un rapport entre Jack et Ianto. Elle veut reprendre l'enquête, ce que Jack refuse. Mais Ianto donne secrètement un GPS à Gwen qui la guide jusqu'à l'île de Flat Holm. Elle y découvre un bunker où sont cachées et soignées 17 personnes disparues par la brèche, puis revenues. Elle retrouve ainsi Jonah le garçon qu'elle recherchait, mais il a 40 ans de plus et a été mutilé par des radiations, sur une planète de feu. Jack lui explique que c'est lui qui a créé ce lieu afin de pouvoir recueillir les gens qui réapparaissent par la brèche, ceux-ci devenant de plus en plus nombreux avec le temps. 
Gwen réussit à ramener Nikki, la mère de Jonah, dans le bunker pour qu'elle puisse le voir. Elle est d'abord horrifiée, dans le déni et le rejet. Jonah évoque des souvenirs qui leur sont propres : elle le reconnaît ainsi et retrouve ses sentiments maternels. Mais les retrouvailles sont stoppées par une crise de Jonah. Celui-ci aurait vu l'intérieur d'un trou noir, et cette vision l'a rendu fou. Depuis, il se met à hurler 20 heures par jour. Finalement Nikki en veut à Gwen de lui avoir montré son fils dans cet état et de lui avoir détruit ce qu'il lui restait jusqu'alors, c'est-à-dire l'espoir. Elle décide d'effacer les objets liés à son fils tandis que de son côté Gwen archive le dossier, arrêtant son enquête. De retour chez elle, Gwen relate toute l'histoire à Rhys.

## Continuité
- Andy s'excuse auprès de Gwen de n'avoir pas pu aller à son mariage (La Mère porteuse)
- La page BBC Torchwood de l'épisode donne les témoignages des voyages d'autres rescapés[1].

## Continuité avec leWhoniverse
- Le personnage de Gwen dit à Andy "C'est brillant ! Tu es brillant", réplique couramment utilisée par David Tennant, le dixième docteur.